# Kriegsabenteuer
Kriegsabenteuer, op. 419, är en schnellpolka av Johann Strauss den yngre. Den framfördes första gången den 13 december 1885 i Gyllene salen i Musikverein i Wien.

## Historia
Johann Strauss operett Zigenarbaronen hade premiär på Theater an der Wien den 24 oktober 1885 (kompositörens 60-årsdag). Librettot var inspirerat av Mór Jókais roman Saffi och Strauss musik var en blandning av ungersk passion och wiensk sentimentalitet. Premiären blev en stor succé och kritikern i tidningen Fremdenblatt skrev: "Enorma applåder mötte Herr Strauss och de bröt ut efter varje tema i ouvertyren och efter varje sångnummer... Halva operetten fick tas om på begäran".
På sedvanligt manér arrangerade Strauss totalt sex separata orkesterstycken från operettens musiknummer, däribland polkan Kriegsabenteuer. I slutet av akt II förklarar den komiske figuren och tillika svinuppfödaren Kálman Zsupán att han ämnar gå med husarerna i kriget mot Spanien. När de återvänder efter två år hälsas de som hjältar när de rider in i Wien och Zsupán sjunger om sina äventyr i sången (Nr 16) "Von der Tajos Strand". Detta nummer använde Strauss till polkans teman 1A, 1B och 2A. Andra delen av trio-sektionen (2B) hämtar musik från akt II. Klaverutdraget till polkan har Strauss tillägnat "min vän Viktor Tilgner", som utförde flera byster av Johann Strauss och hans bröder. Tilgner uttryckte sin glädje i ett brev till Strauss julafton 1885: "Hur skall jag tacka dig; din hedrande gåva har rört mig till tårar, och ingen kunde ha gett mig mer än vad du har gjort med sin frikostiga gåva..."
Eduard Strauss framförde polkan första gången vid en av sina söndagskonserter i Musikverein den 13 december 1885.

## Om polkan
Speltiden är ca 2 minuter och 59 sekunder plus minus några sekunder beroende på dirigentens musikaliska tolkning.
Polkan var ett av sex verk där Strauss återanvände musik från operetten Zigenarbaronen:
- Brautschau-Polka, Polka, Opus 417
- Schatz-Walzer, Vals, Opus 418
- Kriegsabenteuer, Schnellpolka, Opus 419
- Die Wahrsagerin, Polkamazurka, Opus 420
- Husaren-Polka, Polka, Opus 421
- Zigeunerbaron-Quadrille, Kadrilj, Opus 422

## Weblänkar
- Kriegsabenteuer i Naxos-utgåvan.